# Лазарићи
Лазарићи (итал. Villa Lazzari) су насељено место у саставу општине Кршан у Истарској жупанији, Хрватска. До територијалне реорганизације у Хрватској налазили су се у саставу старе општине Лабин.

## Становништво
Према последњем попису становништва из 2011. године у насељу Лазарићи живела су 43 становника.
| година пописа  | 1857 | 1869 | 1880 | 1890 | 1900 | 1910 | 1921 | 1931 | 1948 | 1953 | 1961 | 1971 | 1981 | 1991 | 2001 | 2011 |
| бр. становника | 0    | 0    | 140  | 149  | 162  | 182  | 0    | 0    | 253  | 270  | 235  | 190  | 144  | 120  | 97   | 96   |

Напомена:У 1857. 1869. 1921. и 1931.подаци су садржани у насељу Кршан